# El aura
El aura is een Argentijnse film uit 2005, geregisseerd door Fabián Bielinsky.

## Verhaal
Esteban Espinosa is een taxidermist, die lijdt aan epileptische aanvallen. Hij fantaseert vaak over het plegen van de perfecte misdaad. Op een dag neemt een van zijn vrienden hem mee om te gaan jagen. Tijdens de jacht schiet Esteban per ongeluk een gids uit het gebied neer. Dit brengt hem op het idee zijn fantasie werkelijkheid te maken en hij begint met het plannen van de perfecte misdaad: het aanvallen van een gepantserde vrachtwagen die de winst van een lokaal casino vervoert.

## Rolverdeling
| Acteur                 | Personage        |
| ---------------------- | ---------------- |
| Ricardo Darín          | Esteban Espinosa |
| Dolores Fonzi          | Diana Dietrich   |
| Pablo Cedrón           | Sosa             |
| Nahuel Pérez Biscayart | Julio            |
| Jorge D'Elía           | Urien            |
| Alejandro Awada        | Sontag           |
| Rafael Castejón        | Vega             |
| Manuel Rodal           | Carlos Dietrich  |
| Walter Reyno           | Montero          |

## Ontvangst

### Recensies
Op Rotten Tomatoes geeft 87% van de 47 recensenten de film een positieve recensie, met een gemiddelde score van 7,47/10. De film kreeg het label "certified fresh" (gegarandeerd vers). Website Metacritic komt tot een score van 78/100, gebaseerd op 19 recensies, wat staat voor "generally favorable reviews" (over het algemeen gunstige recensies)

### Prijzen en nominaties
De film won 11 prijzen en werd voor 7 andere genomineerd. Een selectie:
| Jaar | Evenement                      | Categorie                | Genomineerde                              | Resultaat   |
| ---- | ------------------------------ | ------------------------ | ----------------------------------------- | ----------- |
| 2006 | Cóndor de Plata (54ste editie) | Beste film               | El aura                                   | Gewonnen    |
| 2006 | Cóndor de Plata (54ste editie) | Beste regisseur          | Fabián Bielinsky                          | Gewonnen    |
| 2006 | Cóndor de Plata (54ste editie) | Beste acteur             | Ricardo Darín                             | Gewonnen    |
| 2006 | Cóndor de Plata (54ste editie) | Beste mannelijke bijrol  | Pablo Cedrón                              | Genomineerd |
| 2006 | Cóndor de Plata (54ste editie) | Beste origineel scenario | Fabián Bielinsky                          | Gewonnen    |
| 2006 | Cóndor de Plata (54ste editie) | Beste camerawerk         | Checco Varese                             | Gewonnen    |
| 2006 | Cóndor de Plata (54ste editie) | Beste montage            | Alejandro Carrillo Penovi, Fernando Pardo | Genomineerd |
| 2006 | Cóndor de Plata (54ste editie) | Beste artdirector        | Mercedes Alfonsín                         | Genomineerd |
| 2006 | Cóndor de Plata (54ste editie) | Beste geluid             | Carlos Abbate, José Luis Díaz             | Gewonnen    |
| 2006 | Cóndor de Plata (54ste editie) | Beste filmmuziek         | Lucio Godoy                               | Genomineerd |